# City of Lithgow
City of Lithgow är en kommun i Australien. Den ligger i delstaten New South Wales, i den sydöstra delen av landet, omkring 110 kilometer nordväst om delstatshuvudstaden Sydney. Antalet invånare var 21 090 vid folkräkningen 2016.
Följande samhällen finns i Lithgow:
- Lithgow
- Portland
- Bowenfels
- Marrangaroo
- Hartley
- Glen Davis
- Cullen Bullen
- Hampton